# Vera Lippisch
Vera Lippisch (* 1. Juli 1955 in Berg am Starnberger See) ist eine deutsche Schauspielerin.

## Leben
Sie wuchs am  Starnberger See auf, besuchte von 1974 bis 1977 die Neue Münchner Schauspielschule von Ali Wunsch-König.  1977 erhielt sie ihr erstes Engagement  an den Städtischen Bühnen Dortmund. Es folgten Engagements u. a. an den Städtischen Bühnen Nürnberg, am Schauspiel Frankfurt (1985–1990), an den Vereinigten Bühnen Graz (1990–1995), am Bremer Theater (1995–1998), an den Wuppertaler Bühnen und in freien Projekten.
Seit 1977 ist sie immer wieder in Fernsehproduktionen zu sehen, u. a. spielte sie 1983 die Pauline Boetzkes, eine der weiblichen Hauptrollen in der Fernsehserie Rote Erde und 2003 in dem Fernsehfilm Schwabenkinder  von Jo Baier die Steinhauserin.

## Filmografie (Auswahl)
- 1978: Späte Liebe
- 1979: Der Alte – Der Abgrund (Fernsehserie)
- 1980: Familientag
- 1981: Der Traum vom Glück
- 1981: Frauen und Fiction
- 1983: Rote Erde (Fernsehserie)
- 1984: Lindhoops Frau
- 2003: Schwabenkinder
- 2004: Der Bulle von Tölz: In guten Händen
- 2004: Tatort – Vorstadtballade (Fernsehreihe)
- 2005: Georgisches Liebeslied
- 2005: Mit Herz und Handschellen – Auge um Auge (Fernsehserie)
- 2006: Polizeiruf 110 – Er sollte tot (Fernsehreihe)
- 2007: Der Bulle von Tölz: Schonzeit
- 2007: Die Rosenheim-Cops – Ein tödliches Spiel (Fernsehserie)
- 2008: Tatort – Der Kormorankrieg
- 2008: Mord in aller Unschuld (Fernsehfilm)
- 2009: Vision (Kinofilm)
- 2009: Dr. Hope (Fernseh-Zweiteiler)
- 2010: Tatort – Die Heilige
- 2010: Tiere bis unters Dach (Fernsehserie)
- 2010: Polizeiruf 110 – Denn sie wissen nicht, was sie tun
- 2011: SOKO 5113 – Eine bessere Welt (Fernsehserie)
- 2012: Die Heimkehr
- 2013: Wer hat Angst vorm weißen Mann (Fernsehfilm)
- 2014: Sturm der Liebe (Fernsehserie, zwei Folgen)
- 2016: Ein Teil von uns (Fernsehfilm)
- 2022: Marie fängt Feuer: Ungewisse Zukunft (Fernsehreihe)